# پایگاه داده کتابخانه ملی کشاورزی آمریکا
پایگاه اطلاعاتی کتابخانه ملی کشاورزی آمریکا (به انگلیسی: USDA National Nutrient Database) یک پایگاه اطلاعاتی است که توسط وزارت کشاورزی ایالات متحده آمریکا ساخته شده‌است. اطلاعات مربوط به محتوای تغذیه‌ای بسیاری از مواد غذایی با مارک‌های عمومی و اختصاصی را می‌توان از طریق جستجو آنلاین از این مرکز دریافت و دانلود کرد. تازه‌سازی اطلاعات یکبار در هر سال انجام می‌شود.